# Max Sabaß
Max Sabaß (* 31. Oktober 1874 in Rosdzin, Kreis Kattowitz; † unbekannt) war ein Abgeordneter der deutschen Minderheit im Schlesischen Parlament.

## Leben
Sabaß, Sohn eines Bergbaubeamten, besuchte von 1885 bis 1893 das Gymnasium in Kattowitz und studierte anschließend Eisenhüttenwesen an der Berliner Bergakademie. Nach bestandenem Diplom und der Ableistung des Militärdienstes arbeitete er ab 1898 für die Vereinigte Königs- und Laurahütte. 
Im Ersten Weltkrieg kämpfte er als Soldat in Russland, Frankreich, Belgien, in den Karpaten und in Rumänien. Von Oktober 1917 bis zum Kriegsende war er Beauftragter der Kriegsrohstoff-Abteilung in Kattowitz. 
1922 ging er dann zur Kattowitzer Aktien-Gesellschaft für Bergbau und Eisenhüttenbetrieb, wo er bis zum Oberhüttendirektor aufstieg. Im selben Jahr wurde er als Abgeordneter der deutschen Minderheit ins Schlesische Parlament gewählt.